# Jaguar XK 150

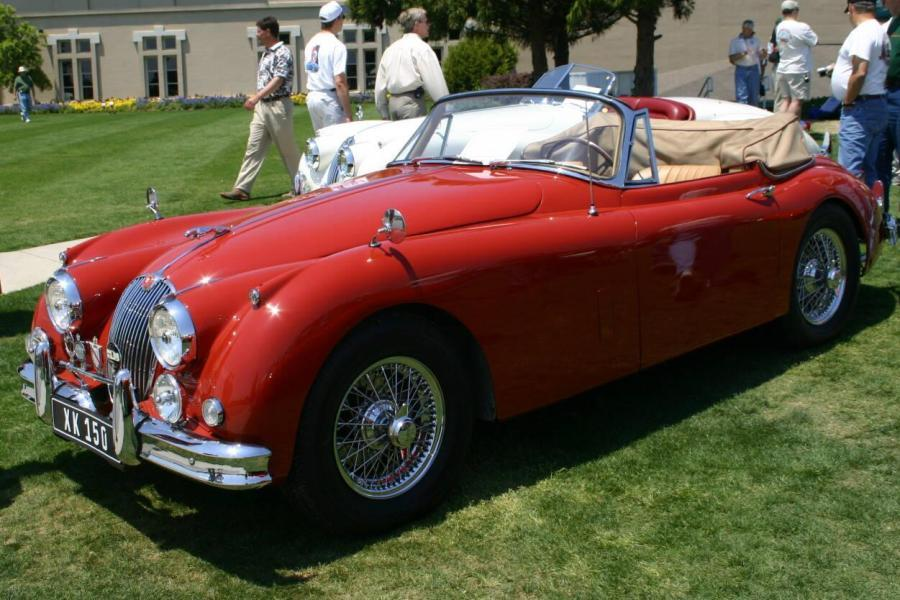
Jaguar XK 150 DHC 1958

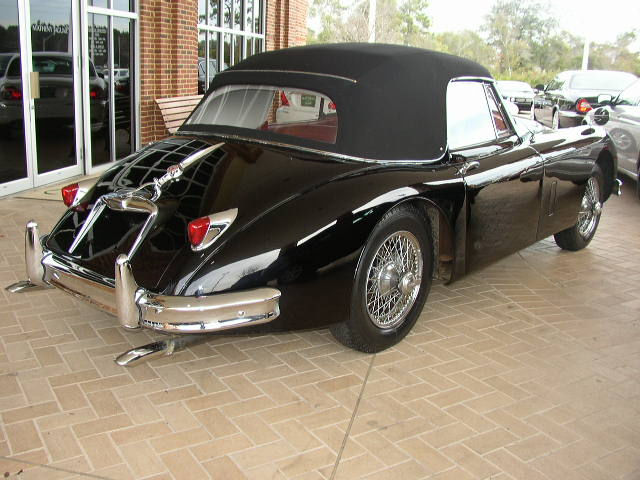
Jaguar XK 150 DHC

Jaguar XK 150 byl sportovní automobil britské značky Jaguar vyráběný mezi lety 1957 a 1961. Přestože bývá označován za sportovní, jednalo se spíše o vůz kategorie GT než o čistokrevný sportovní automobil. Jeho předchůdcem byl model XK 140, nástupcem pak model E-type.
Jaguar XK 150 byl veřejnosti poprvé představen v květnu 1957 jako nástupce stárnoucího sportovního modelu XK 140. Hlavní změnou ve vzhledu auta oproti předcházejícím modelům řady XK byla rovnější linie na bocích, která společně s širší kapotou propůjčovala vozu modernější vzhled. Přibyly svislé chromované paprsky na širší mřížce chladiče a nové nedělené panoramatické čelní sklo. XK 150 byl prvním sériovým vozem značky vybaveným kotoučovými brzdami. Původně měly kotoučové brzdy dostat jen vozy ve výkonnější verzi S.E., ovšem nakonec je měla většina vyrobených exemplářů. K vozu byla často dodávána automatická převodovka Borg Warner.
Vůz poháněl tradiční řadový šestiválec o objemu 3442 cm3 se dvěma vačkovými hřídeli a výkonem 190 koní (142 kW) jako předešlé modely řady XK. Hmotnost vozu se ale oproti jeho předchůdcům zvýšila, kupé s pevnou střechou vážilo i navzdory kapotě a víku kufru vyrobeným z hliníku téměř 1,5 tuny, což si žádalo silnější motor. Výkonnější verze s označením S.E. (Special Equipment) s dvojicí nových karburátorů SU HD6 nabízela výkon 210 koní (156 kW). Úpravy tím ovšem nekončily. V roce 1958 se představil model XK 150 S. Byl osazen motorem s novou hlavou se stejně dlouhými sacími kanálky, zvětšenými výfukovými ventily, trojicí nových karburátorů a zvýšeným kompresním poměrem. Po této úpravě dávala pohonná jednotka výkon 250 koní (186 kW) při 5500 ot/min, který vozidlu stačil k dosažení 215 km/h.
V roce 1959 dostaly všechny vozy upravené motory se zvýšeným objemem na 3,8 litru. Výkon základní verze se tak zvýšil na 220 koní (164 kW) a zvýšil se také krouticí moment. I 3,8litrový motor byl k dostání ve verzi XK 150 S, který nyní dával výkon 265 koní (197 kW). V témže roce dostal vůz kotoučové brzdy Dunlop na všechna kola.
Model XK 150 se zpočátku nabízel ve dvou provedeních s konfigurací sedadel 2+2 – kupé s pevnou střechou FHC a kabriolet se stahovací plátěnou střechou DHC. V roce 1958 se k nim připojil také tradiční roadster s větším úložným prostorem namísto zadních sedaček. Ve všech provedeních se prodalo celkem 9 398 vozů, z nichž velká část putovala do Spojených států.